# Cassida rufovirens
Cassida rufovirens — жук подсемейства щитовок из семейства листоедов.

## Распространение
Встречается от Центральной Европы на запад в восточную Францию, Восток и Юго-восток Европы, а также в Турции.

## Экология и местообитания
Кормовые растения — астровые (Asteraceae): тысячелистник (Achillea), пупавка благородная (Anthemis nobilis), ромашка аптечная (Chamomilla recutita), ромашка марокканская (Matricaria chamomilla), ромашка лекарственная (Matricaria inodora), ромашник непахучий (Matricaria perforata) и Matricaria tzvelevii.